# Platydoris
Genre
Synonymes
- Argus Bohadsch, 1761[2] [3]

Platydoris est un genre de mollusques gastéropodes de la famille des Discodorididae.

## Liste des espèces
Selon World Register of Marine Species (23 janvier 2015) :
- Platydoris angustipes (Mörch, 1863)
- Platydoris annulata Dorgan, Valdés & Gosliner, 2002
- Platydoris argo (Linnaeus, 1767)
- Platydoris carinata Risbec, 1928
- Platydoris cinereobranchiata Dorgan, Valdés & Gosliner, 2002
- Platydoris cruenta (Quoy & Gaimard, 1832)
- Platydoris dierythros Fahey & Valdés, 2003
- Platydoris ellioti (Alder & Hancock, 1864)
- Platydoris formosa (Alder & Hancock, 1864)
- Platydoris galbana Burn, 1958
- Platydoris inframaculata (Abraham, 1877)
- Platydoris inornata Dorgan, Valdés & Gosliner, 2002
- Platydoris macfarlandi Hanna, 1951
- Platydoris ocellata Dorgan, Valdés & Gosliner, 2002
- Platydoris pulchra Eliot, 1904
- Platydoris rolani Dorgan, Valdés & Gosliner, 2002
- Platydoris sabulosa Dorgan, Valdés & Gosliner, 2002
- Platydoris sanguinea Bergh, 1905
- Platydoris scabra (Cuvier, 1804)
- Platydoris spongilla Risbec, 1928
- Platydoris striata (Kelaart, 1858)

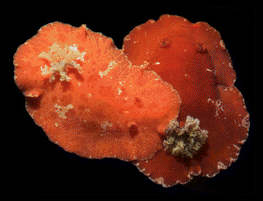
Platydoris angustipes.
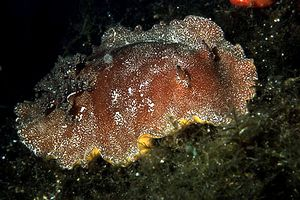
Platydoris argo.
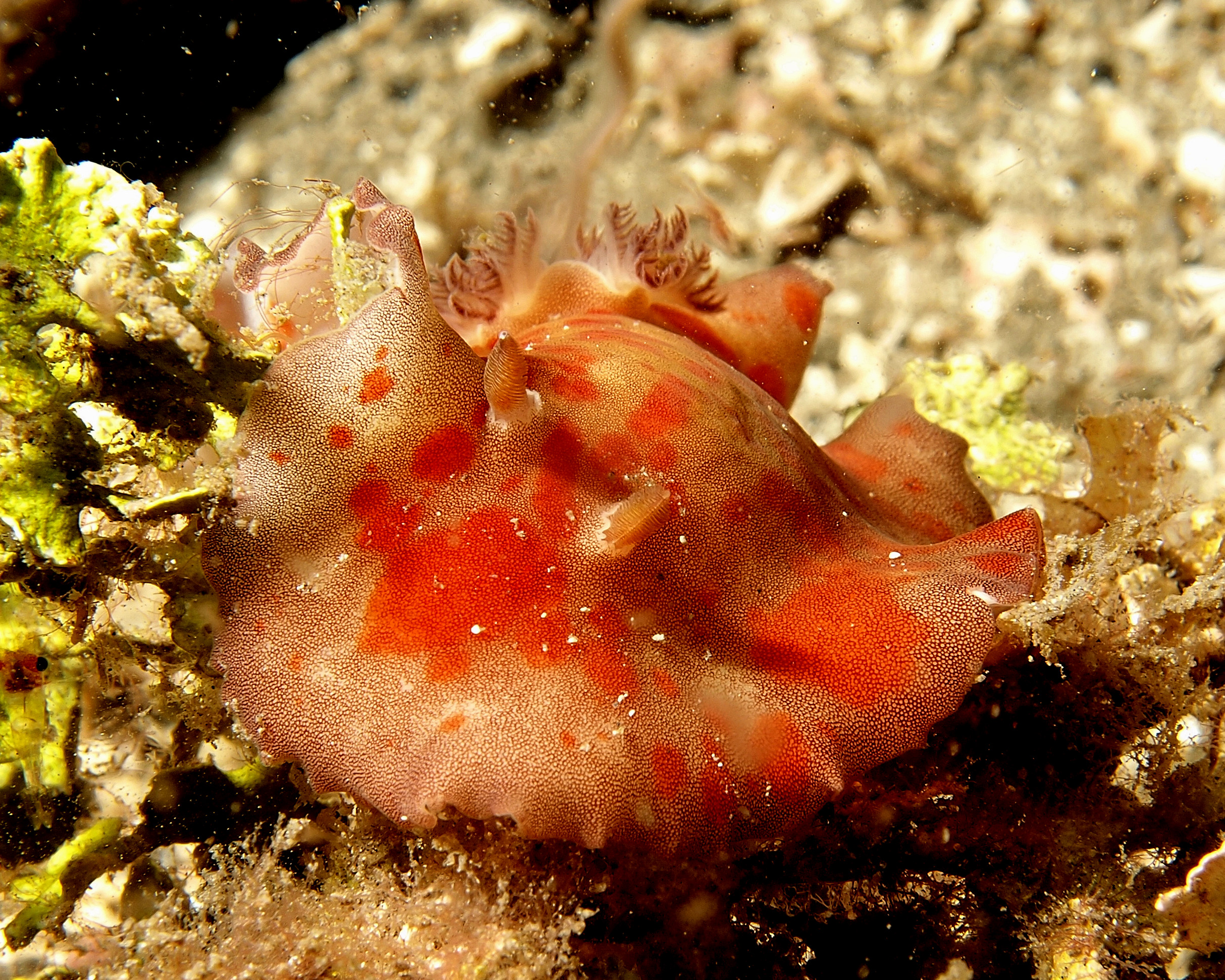
Platydoris cinerobranchiata.
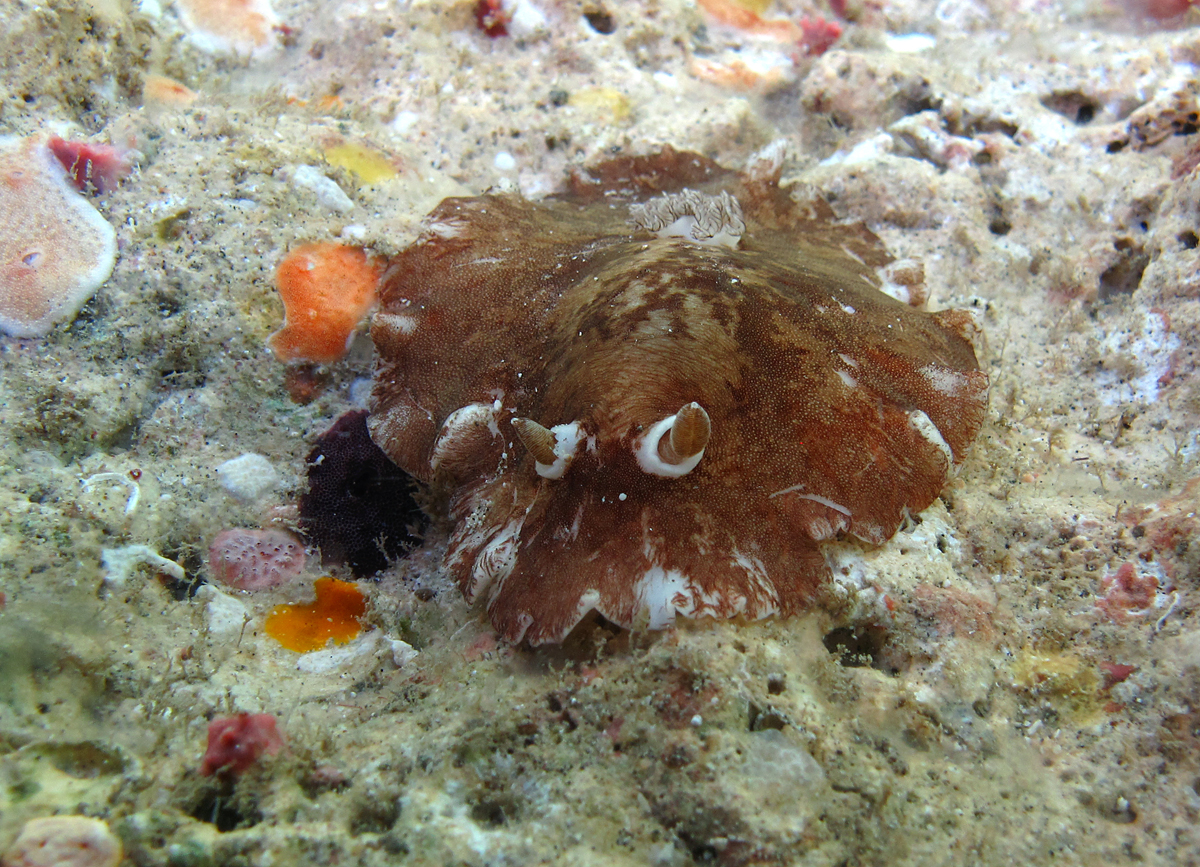
Platydoris cruenta.
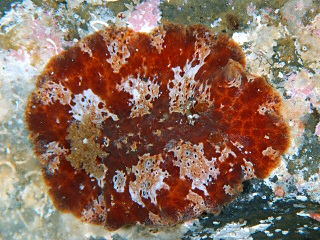
Platydoris ellioti.
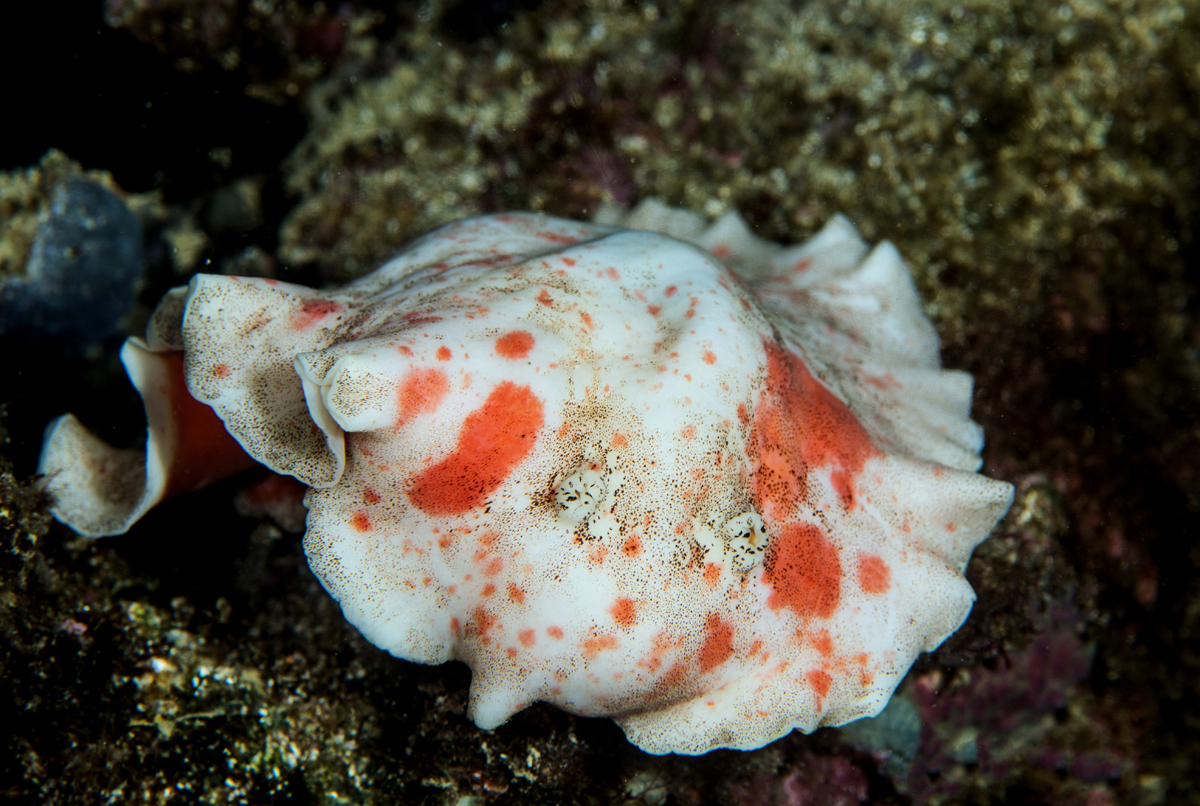
Platydoris formosa.
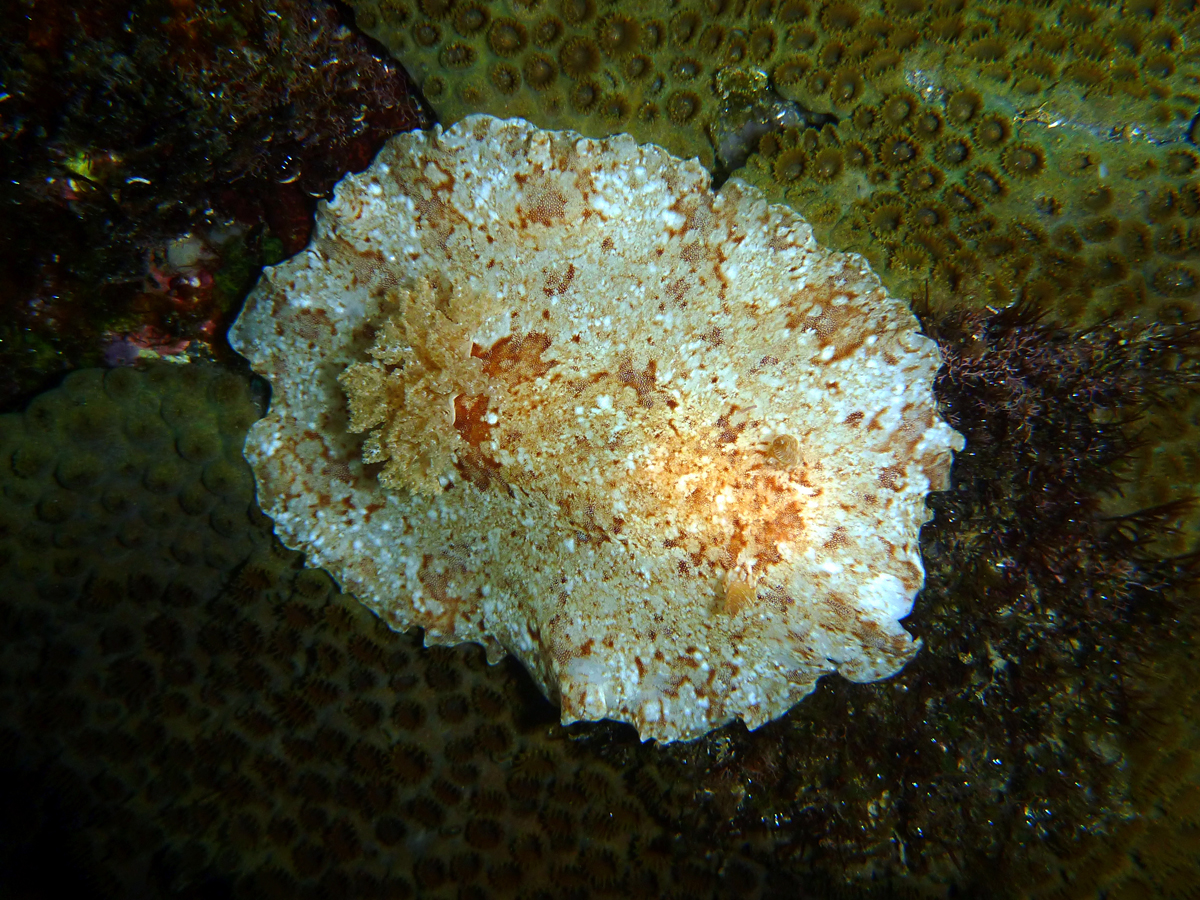
Platydoris inframaculata.
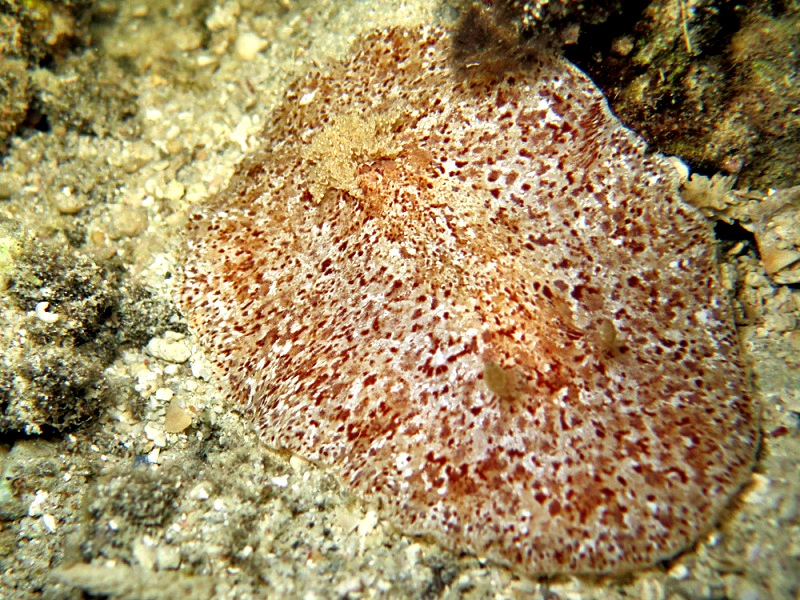
Platydoris sabulosa.
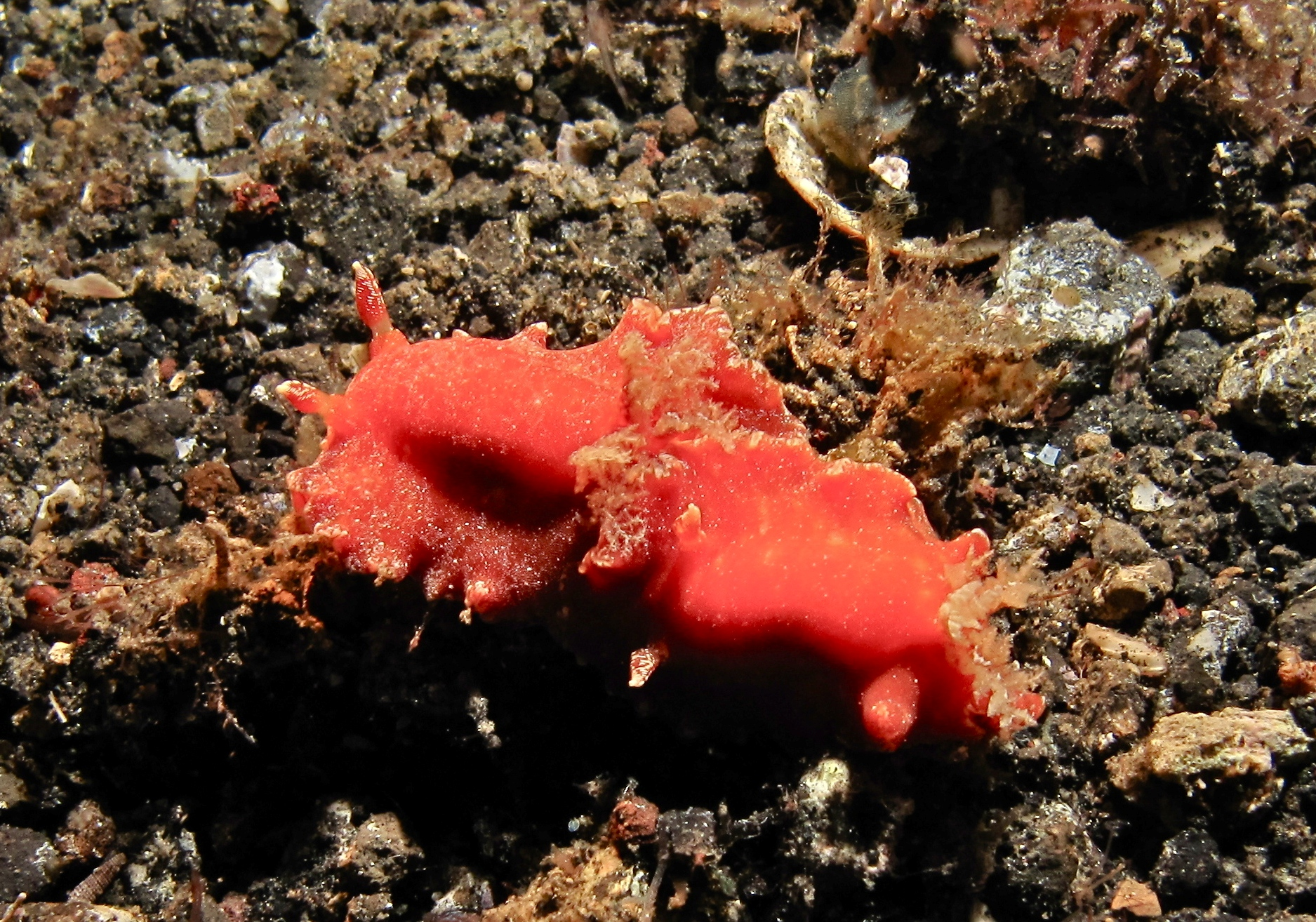
Platydoris sanguinea.
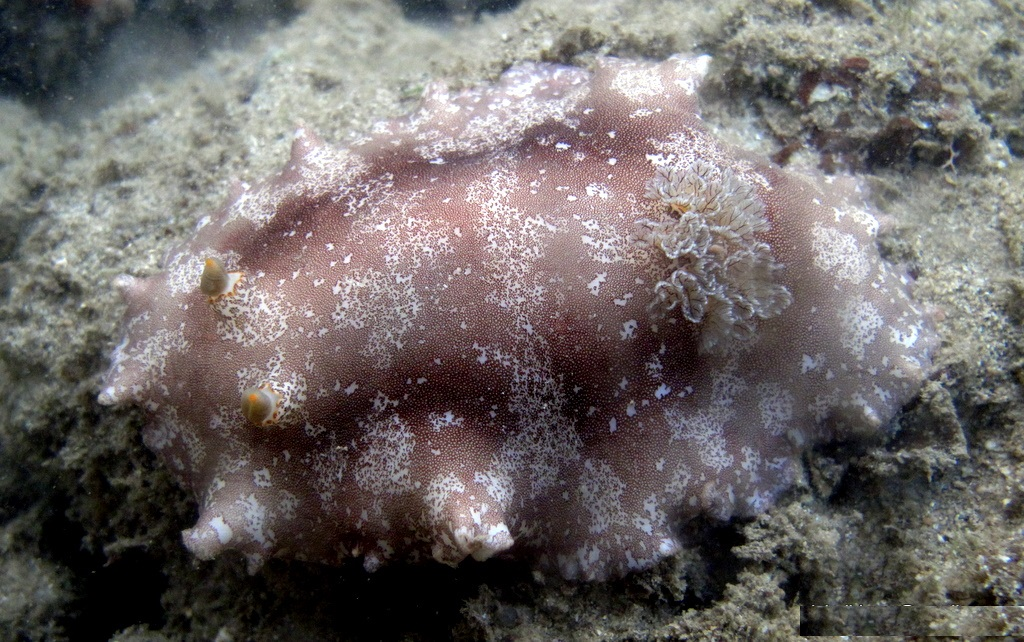
Platydoris scabra.
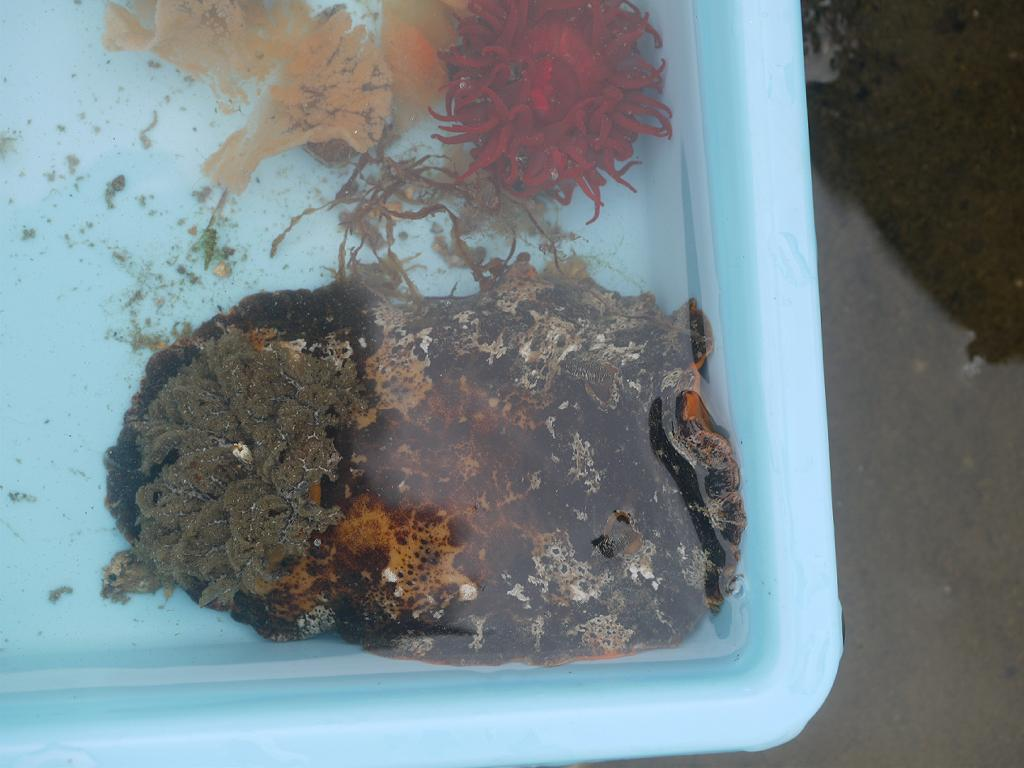
Platydoris speciosa.